# 千層糕

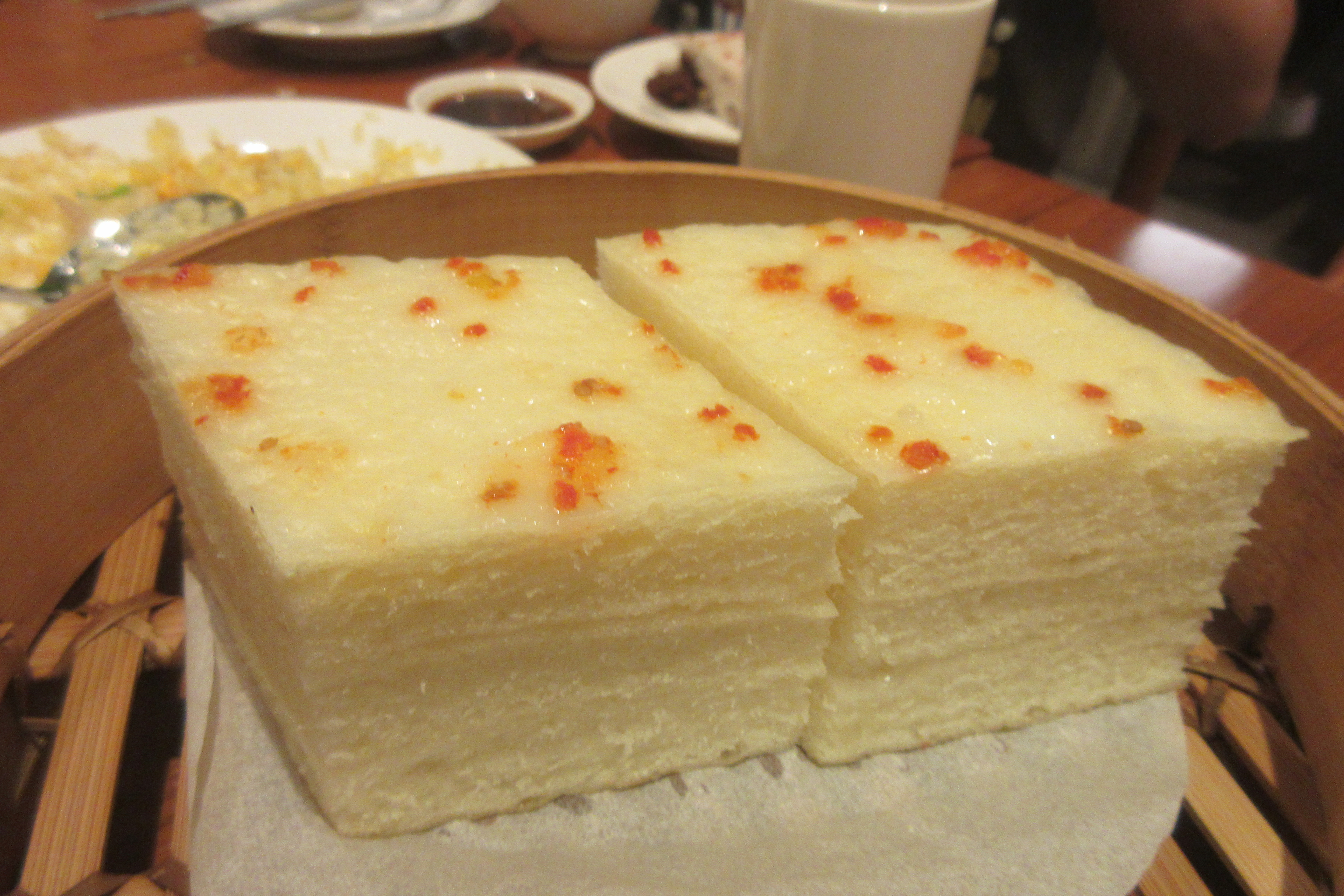
鼎泰豐的千層糕

千層糕是一種廣東和香港的茶樓點心，主要材料是麵粉及雞蛋，使用蒸籠蒸制而成，雖然材料與馬拉糕相似，但由多層組成，故此口感有別。

## 其他相似糕點
在農曆七月半“鬼節”時，中國南方很多地方有用大米漿一層層蒸熟，做千層糕吃的習俗，各地作法略有不同，有甜有鹹。